# Ottmar von Mohl
Pour les articles homonymes, voir Mohl.
Ottmar von Mohl (17 janvier 1846 – 23 mars 1922) est un diplomate, juriste et écrivain allemand qui est conseiller étranger au Japon pendant l'ère Meiji.

## Biographie
Fils de l'éminent juriste et homme d'État Robert von Mohl, Ottmar von Mohl voit le jour à Tübingen en royaume de Wurtemberg. Il étudie le droit à l'université de Tübingen, passe son premier examen d'État à Bade en 1868 et obtient un doctorat en droit à l'université de Heidelberg la même année. En 1873, il devient secrétaire du Cabinet de l'impératrice Augusta de Saxe-Weimar-Eisenach.
Sa carrière diplomatique le mène jusqu'à Cincinnati aux États-Unis en 1879 et à Saint-Pétersbourg en Russie en 1885 en tant que consul allemand.
Il est ensuite recruté par le gouvernement de Meiji et travaille au Japon en tant que conseiller étranger de 1887 à 1889. Lui et sa femme, Wanda von Mohl (née Comtesse von der Groeben), servent à l'Agence impériale à Tokyo dans le but d'introduire les protocoles et les cérémoniales des Cours européennes à la Cour de l'empereur Meiji.
De 1897 à 1914, il est délégué allemand à la commission de la dette nationale égyptienne au Caire. Il doit rentrer en Allemagne à cause de l'entrée du Japon dans la Première Guerre mondiale.
Il meurt en 1922 au château d'Arnshaugk près de Neustadt an der Orla à l'âge de 76 ans.

## Œuvres
- Wanderungen durch Spanien (Wanderings through Spain). Leipzig: Duncker & Humblot 1878
- Am japanischen Hofe (At the Japanese Court). Berlin: Reimer 1904
- Lebenserinnerungen: 50 Jahre Reichsdienst (Autobiography: 50 years Service for the Empire). 2 volumes. Leipzig: List 1920/22 (Vol 2: Ägypten Egypt)